# 四川省社会科学院
四川省社会科学院前身为1958年成立的中国科学院四川分院哲学社会科学研究所，1978年6月，与原中共四川省委政策研究室合并组建“四川省社会科学研究院”，1983年更现名。现为省政府直属的财政全额拨款事业单位，是集科研、教育、编辑、咨询服务于一体的社会科学研究机构。2016年获原国家工商行政管理总局商标局核发的“天府智库”商标注册证，2017年入选首批省级新型智库建设单位。

## 下属机构
四川省社会科学院内设经济研究所、农村发展研究所、区域经济研究所、产业经济研究所、金融财贸研究所、马克思主义学院、政治学研究所、社会学研究所、法学研究所、公共管理研究所、新闻传播研究所、民族与宗教研究所、历史研究所、文学研究所、哲学研究所、生态文明研究所等16个研究院（所）以及党政办公室、科研处、智库工作处、人事处、财务处、后勤管理处、离退休工作处、机关党委（机关纪委）、文献信息中心、《社会科学研究》杂志社等10个部门；主管四川省社会科学院研究生学院、四川企业管理研究开发中心、《企业家日报》社、《当代县域经济》编辑部等单位。

## 研究生教育
四川省社会科学院研究生学院，成立于1982年11月（时为研究生部，2007年3月更现名），由中共四川省委宣传部批准，经国家教育部备案，属全国科研单位培养社科类高级人才“东西南北中”战略布局的关键单位之一。现有一级学科硕士学位授权点9个（哲学、应用经济学、法学、政治学、社会学、马克思主义理论、中国语言文学、新闻传播学和中国史），专业学位授权点6个（法律、社会工作、新闻与传播、文物与博物馆、农业和工商管理），国家级博士后科研工作站1个，截至2022年12月，有在校研究生611人，在站博士后32人。硕士招生规模在全国地方社科院中位居第一。

## 学科评估
2017年，四川省社会科学院参加了教育部组织的全国第四次学科评估。在本次评估中，四川省社会科学院共有3个学科上榜，其中应用经济学评级为C-，法学评级为C-，政治学评级为C-。

## 学院院区

### 百花潭院区
百花潭院区位于成都市青羊区一环路西一段155号，为四川省社会科学院总部所在地，内有科研楼、图书馆及居民区等。

### 斑竹园院区
斑竹园院区位于成都市新都区斑竹园街道踏水社区103号，于2022年10月17日正式启用。该项目2010年获批立项，占地77.15亩，建筑面积29100平方米，主要包括教学大楼、办公大楼、学生宿舍及食堂等。

## 历任领导
| 院长 - 陈文（1979.02—1984.11） - 刘茂才（1984.11—2001.02） - 侯水平（2001.02—2017.08） - 向宝云（2018.09—2022.11） - 杨颖（2022.11— ） | 院党委书记 - 陈文（党组书记）（1979.02—1984.11） - 冯举（代理党组书记）（1984.11—1990.07） - 冯举（1990.07—1991.06） - 周琳（1991.06—1996.09） - 李翠贤（1996.09—2005.03） - 贾松青（2005.03—2011.09） - 李后强（2011.09—2021.07） - 高中伟（2021.07—2023.06） - 刘立云（2023.09— ） |